# Безымянское муниципальное образование (Энгельсский район)

Схема расположения в Энгельсском муниципальном районе

Безымянское муниципальное образование — сельское поселение в составе Энгельсского муниципального района Саратовской области России.
Административный центр — село Безымянное.

## История
В 1941  —1959 годах существовал Безымянский район Саратовской области.
Безымянское муниципальное образование образовано Законом Саратовской области от 27 декабря 2004 года № 106-ЗСО «О муниципальных образованиях, входящих в состав Энгельсского муниципального района» и наделено статусом сельского поселения.

## Органы местного самоуправления
Высшее должностное лицо муниципального образования — Глава Безымянского муниципального образования — Бенцлер Владимир Филиппович (р. 1948), возглавляет с октября 2005 года представительный орган муниципального образования — Безымянский сельский Совет, состоящий из 10 депутатов, избранных на 4 года.
Исполнительно-распорядительный орган — Безымянская сельская администрация, которую возглавляет с 2008 года глава администрации, работающий по контракту, заключённому с Безымянским сельским Советом по результатам открытого конкурса, — Гонца Николай Иванович (р. 1959).

## Официальные символы
Безымянский сельский Совет своим решением от 21 марта 2006 года № 28/10 «Об использовании официальной символики Энгельсского муниципального района Саратовской области» решил
использовать в качестве официальных символов Безымянского муниципального образования герб и флаг Энгельсского муниципального района.

## Населенные пункты
- Безымянное — центр муниципального образования[3]
- сёла
  - Воскресенка
  - Заветы Ильича
  - Зелёный Дол
  - Калинино
  - Кирово
  - Красный Партизан
  - Новая Каменка
  - Первомайское
  - Тарлык
  - Титоренко
  - Широкополье
- посёлки
  - Бурный
  - Лебедево
  - Межевой
  - Новочарлык
  - Прилужный
  - Солонцово
  - Шевченко
- станция Титоренко

## Население
| 2010  | 2011  | 2012  | 2013  | 2014  | 2015  | 2016  |
| ----- | ----- | ----- | ----- | ----- | ----- | ----- |
| 9040  | ↘9015 | ↗9072 | ↗9139 | ↘9105 | ↗9226 | ↗9272 |
| 2017  | 2018  | 2019  | 2020  | 2021  |       |       |
| ↗9307 | ↘9299 | ↘9237 | ↘9093 | ↗9140 |       |       |

## Фотогалерея

Безымянская сельская администрация
Стела - Безымянское муниципальное образование